# Loučná (Krušné hory, 956 m)
Loučná (německy Wieselstein) je hora v Krušných horách, v katastrálním území Loučná u Lomu. Je nejvyšším vrcholem východního Krušnohoří a zároveň nejvýše položeným místem v okrese Most (955,9 m nad mořem, obvykle se udává 956 m). Vrchol Loučné se nachází cca 5,5 km vzdušnou čarou severně od města Litvínova a 3,5 km jižně od Flájské přehrady.
Nejstrmější svahy jsou na jižní a jihovýchodní části hory. Na sever od Loučné se vypíná vrch V Oboře (888 m), západně leží Studenec (878 m), jižně Střelná (868 m) nad Mezibořím a na východě se nachází Vlčí hora (890 m) s rozhlednou.
Vrcholek Loučné tvoří relativní plošinu. Hora je porostlá břízami a buky, ale pozvolna dochází k obnově smrkového lesa, který byl v 80. letech 20. století zničen imisemi.
Na vrcholové plošině se nacházejí dvě žulová skaliska. Na vrcholku níže ležící jižní skály byly vztyčeny dva dřevěné kříže. Na konci 90. let 20. století byla na vrchol Loučné vyznačena odbočka od modře značené turistické cesty z Litvínova přes Meziboří do Dlouhé Louky. Stezka končí právě u tohoto jižního skaliska.
Severněji leží další skála, která je hlavním vrcholem Loučné. Vrcholek se nachází už na území Flájské obory. Na vrcholu skaliska se nachází triangulační bod s již zřícenou dřevěnou triangulační věží. Mezi vrcholem a plotem obory stojí nový vysílací rádiový stožár a dále železná pozorovací věž, kterou v 50. letech 20. století využívala Československá armáda. V okolí jsou viditelné další zbytky armádních staveb jako základy budov či panelová cesta.
Vrchol Loučné se stal cílem cyklistického a běžeckého závodu Loučná 956, který byl pořádán v letech 2000–2012.

## Související články

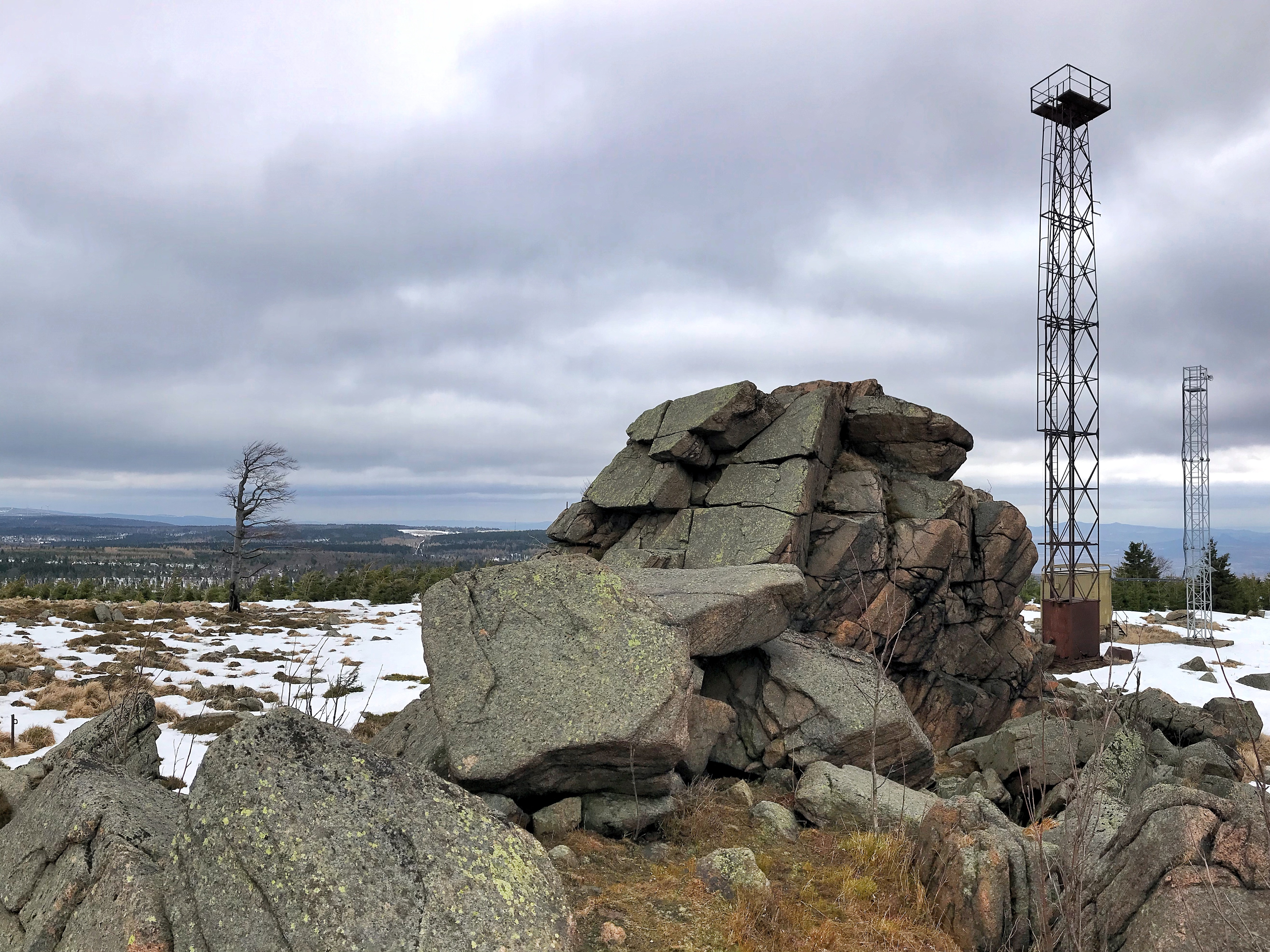
Vrchol Loučné v zimě